# Isaac Kashdan
Isaac Kashdan (nacido el 19 de noviembre de 1905 en Nueva York, fallecido el 20 de febrero de 1985 en Los Ángeles) fue un ajedrecista y escritor estadounidense. Fue dos veces Campeón del Abierto de EE. UU., en 1938 y 1947. Representó en cinco ocasiones a Estados Unidos en Olimpíadas de ajedrez, ganando un total de nueve medallas, y se consideran sus resultados en las Olimpíadas como los mejores de todos los tiempos entre los jugadores estadounidenses.

## Trayectoria como ajedrecista
Kashdan, de origen judío, fue llamado a menudo der Kleine Capablanca (El pequeño Capablanca) en Europa, debido a su capacidad para lograr la victoria en posiciones aparentemente perdedoras. Alexander Alekhine lo consideró uno de los jugadores más probables para sucederlo como Campeón del Mundo.
Kashdan no podía, sin embargo, involucrarse seriamente en una carrera profesional como ajedrecista, por razones financieras. Sus mejores años como jugador coinciden con la Gran Depresión. Recurrió a ganarse la vida como agente de seguros para poder mantener a su familia. Uno de sus hijos tenía graves problemas de salud, y la familia se trasladó a California en la década de 1940, en busca de un clima mejor.
Participó en cinco ocasiones en el equipo de Estados Unidos en las Olimpíadas de Ajedrez:
- En 1928, jugó en el primer tablero, 2º Olimpíada, en La Haya (+12 -1 =2).
- En 1930, jugó en el primer tablero, 3º Olimpíada, en Hamburgo (+12 -1 =4).
- En 1931, jugó en el primer tablero, 4º Olimpíada, en Praga (+8 -1 =8).
- En 1933, jugó en el primer tablero, 5º Olimpíada, en Folkestone (+7 -1 =6).
- En 1937, jugó en el tercer tablero, 7º Olimpíada, en Estocolmo (+13 -1 =2).[3]

En la Olimpíada de Estocolmo en 1937, logró una puntuación de 14/16, el mejor registro individual de todos los jugadores. Su récord absoluto olímpico se sitúa en el 79,7% (+52 -5 =22), el mejor de todos los tiempos entre los jugadores estadounidenses.
Kashdan ganó cuatro medallas por equipos en las Olimpíadas: tres oros (1931, 1933, 1937) y una de plata (1928), así como cinco medallas individuales: dos de oro (1928, 1937), una de plata (1933), y dos de bronce (1930, 1931).
Entre los jugadores que han jugado en la sección abierta de cuatro o más olimpiadas, Kashdan obtiene el cuarto mejor porcentaje de victorias de la historia, solo por detrás de Campeones del Mundo como Mikhail Tal, Anatoly Karpov  y Tigran Petrosian.
En 1930, fue 2º en el Torneo de Frankfurt, por detrás de Aron Nimzowitsch, y ganó en Estocolmo. Asimismo, venció en Győr en el mismo año, por delante de Herman Steiner, con 8,5/9. También en 1930, derrotó a Lajos Steiner en un enfrentamiento (4 -3 =2) en Györ, y perdió otro encuentro contra Gösta Stoltz, (2 -3 =1), en Estocolmo. Kashdan derrotó a Charles Jaffé por 3-0 en un partido en Nueva York, en ese mismo año.
En 1931, fue 2º en Nueva York, con 8.5/11, por detrás de José Raúl Capablanca. En Bled, en ese mismo año, Kashdan obtuvo una puntuación de 13.5/26 para ser 4º-7º, con victoria de Alekhine, invicto en el Torneo (20,5). En 1931/32, en Hastings, Kashdan quedó 2º, por detrás de Salo Flohr, con 7,5/9.
En 1932, en la Ciudad de México, venció junto con Alekhine, con 8,5/9, y quedó en segundo lugar, por detrás de Alekhine, en Pasadena, con 4.5/11. En Londres, en ese mismo año, fue 3º-4º, junto con Mir Sultan Khan, con 7.5/11, con triunfo de Alekhine.
En 1934, fue 2º en el Torneo de Siracusa, con 10.5/14, por detrás de Samuel Reshevsky. En el Campeonato Abierto de EE. UU./Western Open, en Chicago en 1934, Kashdan obtuvo una puntuación de 4,5/9 en la final, para ser 5º-6º, con Reshevsky y Reuben Fine como vencedores del Torneo. En el Campeonato Abierto de EE. UU. (entonces conocido como Western Open) de Milwaukee en 1935, Kashdan quedó tercero con 6.5/10, con triunfo de Fine.
Kashdan fue Campeón del Abierto de EE. UU. en 1938 (junto con Israel Albert Horowitz) en Boston, y en 1947 en Corpus Christi. Kashdan también logró ser 2º-4º en el Abierto de EE. UU. en Baltimore en 1948, con 9/12, medio punto por detrás de Weaver Adams.
Sin embargo, nunca ganó el Campeonato de EE. UU. Arnold Denker y Lawrence Parr, en su libro "The Bobby Fischer I Knew And Other Stories", se hacen eco de esta circunstancia, ya que, de haber sido capaz de ganar, hubiera obtenido los recursos financieros necesarios para dedicarse por completo al Ajedrez. También indican que "desde 1928 , Kashdan fue claramente el mejor jugador en los Estados Unidos, pero el envejecimiento de Frank Marshall también le favoreció".
Los resultados de Kashdan en los Campeonatos de Estados Unidos fueron:
- En Nueva York, en 1936, 5º con 10/15, con triunfo de Reshevsky.[14]
- En Nueva York, en 1938, 3º, con nueva victoria de Reshevsky.
- De nuevo en Nueva York, en 1940, 3º con 10.5/16, con tercer triunfo consecutivo de Reshevsky.
- En Nueva York, en 1942, empatado en el primer puesto con Reshevsky, con 12.5/15,  pero perdió el play-off posterior para dilucidar al vencedor (2 -6 =3).[15]
- En Nueva York, en 1946, 2º con 14.5/19, 1,5 puntos por detrás de Reshevsky.[16]
- En South Fallsburg, en 1948, empatado en el primer puesto con Herman Steiner, pero de nuevo perdió el playoff de desempate.[17]

Kashdan habría sido campeón en 1942, pero perdió frente a Reshevsky cuando el director del torneo, Walter L. Stephens, dio como triunfo de Reshevsky la partida ante Denker, cuando en realidad había perdido.
En referencia a otros torneos, Kashdan empató 5-5 en un enfrentamiento contra Horowitz en Nueva York en 1938. Con la llegada de la Segunda Guerra Mundial en 1939, las competiciones de Ajedrez se redujeron significativamente. Kashdan ganó en La Habana en 1940, con 7,5/9. Fue 2º-4º en el Campeonato Estatal de Nueva York, en Hamilton en 1941, con 7/10, con triunfo de Fine. Kashdan perdió sus dos partidas ante Alexander Kotov en 194, en el enfrentamiento contra la URSS, transmitido por radio. En Hollywood en 1945, 1º Campeonato Panamericano de Ajedrez, Kashdan fue 5º con 7/12, con triunfo de Reshevsky.
El equipo de Estados Unidos viajó a Moscú en 1946 para una revancha contra el equipo soviético. Kashdan mejoró ostensiblemente su resultado contra Kotov respecto al año anterior, ganando 1.5-0.5.
En un evento organizado por el Club de Ajedrez de Manhattan en 1948, un Torneo de Maestros, Kashdan anotó 5,5/7, siendo 2º, por detrás de George Mortimer Kramer. Sin embargo, en el Internacional de Nueva York de ese mismo año, Kashdan consigue una puntuación de 4/9 para quedar 7º-8º, con triunfo de Reuben Fine.
En el Campeonato Abierto de EE. UU. de 1951, en Fort Worth, Kashdan anotó 8/11, con victoria de Larry Evans. En Hollywood en 1952, Kashdan anotó 4/9 para quedar 7º, con triunfo de Svetozar Gligoric.
El último evento competitivo de Kashdan fue el enfrentamiento de 1955 en Moscú contra la URSS, en el que anotó 1,5/4 contra Mark Taimanov.

## Organizador, árbitro y escritor
Kashdan fue galardonado con el título de Gran Maestro en 1954, y obtuvo el título de árbitro internacional en 1960. Kashdan fue capitán del equipo de Estados Unidos en la Olimpíada de Leipzig en 1960, en la que lograron la medalla de plata. Frank Brady, famoso escritor y editor estadounidense, elogió la contribución de Kashdan en el equipo: "Posiblemente el elemento más valioso fue un no jugador, Isaac Kashdan, como capitán del equipo, ..."
En 1933, Kashdan, en colaboración con Horowitz, fundó la publicación [Chess Review, una revista que fue adquirida por la Federación de Ajedrez de Estados Unidos en 1969. Editó el libro de la Copa de ajedrez Piatigorsky de 1966.
Kashdan fue durante mucho tiempo redactor de la columna de Ajedrez de Los Angeles Times, desde 1955 hasta 1982, cuando sufrió un accidente cerebrovascular discapacitante.
En su papel de árbitro, dirigió muchos torneos de ajedrez, incluyendo las dos Copas Piatigorsky de 1963 (en Los Ángeles) y 1966 (en Santa Mónica). Kashdan también ayudó a organizar los torneos de Lone Pine en la década de 1970, que fueron patrocinados por Louis Statham. Kashdan estuvo relacionado más adelante en la administración de la Federación de Ajedrez de Estados Unidos, actuando como vicepresidente.
Denker y Parr describieron a Kashdan como un estratega de gran alcance, destacando que su verdadera fuerza estaba en el final del juego, y que él era muy fuerte con los dos alfiles. Sin embargo, el Gran Maestro Denker también señaló que "existía poca rigidez" en ocasiones en el juego de Kashdan, recurriendo a veces a movimientos poco ortodoxos para mantener los dos alfiles.

## Biografía
- Peter P. Lahde. "Isaac Kashdan, American Chess Grandmaster: A Biography with 757 Games"